# Center-Serien
Center-Serien var en svensk sportserietidning utgiven i 23 nummer av Atlantic Förlags åren 1989–1990. Tidningen innehöll bland annat Johnny Puma och Benny Guldfot. När tidningen lades ner flyttades en del av dess serier över till Barracuda.